# Buzești (okręg Aluta)
Buzești – wieś w Rumunii, w okręgu Aluta, w gminie Corbu. W 2011 roku liczyła 245 mieszkańców.